# ニューメキシコ大学
ニューメキシコ大学（英語: University of New Mexico）は、ニューメキシコ州アルバカーキ市に本部を置くアメリカ合衆国の州立大学である。1889年に設置された。

## 概要
1889年2月28日に設立され、2019年に130周年を迎えた。ニューメキシコ州最大の研究・教育機関でセメスター制の総合大学。略称は「UNM」。教職員数は約6,900人。学生数は約26,000人。ネイティブ・アメリカンやヒスパニック系の教職員と学生が多い。
アルバカーキ校は、約800エーカーの広大なキャンパス。周辺にはサンディア国立研究所、ロスアラモス国立研究所、そして空軍研究所（カートランドエアフォース）がある。近年は産学連携活動と技術移転活動に力を入れている。地域医療、看護学、原子力工学、写真、多言語・多文化教育、異文化コミュニケーション研究で世界的に知られている。
留学生数は約1,500人。日本の早稲田大学、立教大学、立命館大学、立命館アジア太平洋大学、関西学院大学、京都光華女子大学等と交換留学プログラムがある。
近隣にはニューメキシコ州立大学があり、スポーツ競技などでライバル校となっている。2022年にはニューメキシコ大学に訪れていた州立大学の学生が口論の末に発砲、2人が死亡する事件も起きた。

## キャンパス
- ニューメキシコ大学アルバカーキ校
- ニューメキシコ大学ウエスト校
- ニューメキシコ大学ギャラップ校
- ニューメキシコ大学ロス・アラモス校
- ニューメキシコ大学タオス校
- ニューメキシコ大学バレンシア校

## 学部
- アンダーソン経営学大学院
- 医学大学院（米国に医学部は存在しない）
- 看護学部
- 教育学部
- 行政学部
- 芸術学部
- 建築学部
- 工学部
- 人文学部
- 法科大学院（米国に法学部は存在しない）
- 薬学部

## 著名な教員
- マレー・ゲルマン
- ランディー・ソーンヒル
- ルーベン・ハーシュ
- トニイ・ヒラーマン
- エヴェリット・ロジャース
- レスリー・マーモン・シルコウ